# Santiago-Pontones
Santiago-Pontones ist eine südspanische Gemeinde (municipio) mit insgesamt 2.701 Einwohnern (Stand: 2024) im Süden der Provinz Jaén in der autonomen Region Andalusien.
Die Gemeinde entstand 1975 aus dem Zusammenschluss der eigenständigen Kommunen Santiago de la Espada und Pontones.
Die flächenmäßig zweitgrößte Gemeinde in der Provinz Jaén besteht aus den Ortschaften Santiago de la Espada, La Agracea,Los Anchos, Arroyo Venancia, El Artuñedo, La Ballestera, La Cabañuela, Las Canalejas, Casas de Carrasco, Casicas del río Segura, Los Centenares, El Cerezo, Coto Ríos, Fuente Segura, Los Goldines, Las Gorgollitas, Huelga de Utrera, Huerta del Manco, Loma de María Ángela, Marchena, La Matea, Miller, Montalvo, La Muela, Las Nogueras, El Parralejo, El Patronato, Peguera del Madroño,  Pontón Alto, Pontones, Poyotello, Solana de Padilla, Los Teatinos, La Toba, Tobos und Vites.

## Lage
Santiago-Pontones liegt in der Sierra de Segura gut 150 km (Fahrtstrecke) ostnordöstlich der Provinzhauptstadt Jaén in einer Höhe von ca. 1340 m. Im Norden der Gemeinde liegt die Talsperre Embalse de Anchuricas. Im Gemeindegebiet entspringt der Río Segura.
Das Klima im Winter ist gemäßigt, im Sommer dagegen warm bis heiß; die geringen Niederschlagsmengen (ca. 593 mm/Jahr) fallen – mit Ausnahme der nahezu regenlosen Sommermonate – verteilt übers ganze Jahr.

## Bevölkerungsentwicklung
| Jahr      | 1980  | 1990  | 2000  | 2010  | 2020  |
| --------- | ----- | ----- | ----- | ----- | ----- |
| Einwohner | 6.033 | 5.075 | 4.267 | 3.572 | 2.839 |

Der deutliche Bevölkerungsrückgang in der zweiten Hälfte des 20. Jahrhunderts ist im Wesentlichen auf die Mechanisierung der Landwirtschaft und den damit einhergehenden Verlust an Arbeitsplätzen zurückzuführen.

## Sehenswürdigkeiten
- Jakobuskirche in Santiago de la Espada
- botanischer Garten Torre de Vinagre